# Seznam opatů zábrdovického kláštera
Toto je seznam opatů zábrdovického kláštera. Zábrdovický klášter byl založen počátkem 13. století, kdy sem přišli premonstráti ze Strahova. Zrušen byl v roce 1784. Seznam uvádí přehled doložených opatů v době existence kláštera.

## Seznam opatů
- 1209-?? Arnold
- 1231-1237 Konrád
- 1238–1243 Dětřich I. (zábrdovický opat)
- 1252 Rudeger
- 1262–1264 Dětřich II. (opat)
- 1275 Rudeger
- (1280) Šimon I.
- 1283–1306 Dětřich III. (opat)
- 1308 Mikuláš
- 1309–1311 Pavel
- 1311–1314 Jan I.
- 1315 Konrád
- 1316–1330 Heřman
- 1343–1347 Gottfried
- 1347–1359 Hynek z Vlašimi
- 1360–1399 Jaroslav ze Šelenberka
- 1400–1405 Bernard I.
- 1406–1425 Matěj I. (opat)
- 1425 Bernard II.
- 1428–1441 Šimon II. (opat)
- 1441–1450 Matěj II. (opat)
- 1450–1483 Jeroným
- 1483–1494 Prokop (opat)
- 1495–1498 Kašpar
- 1500–1506 Wolfgang
- 1506–1512 Zikmund I.
- 1512–1518 Ondřej I.
- 1519–1537 Jakub (opat)
- 1537–1542 Zikmund II. (opat)
- 1541 Ondřej II.
- 1542–1545 Urban
- 1545–1546 Řehoř
- 1546–1549 Šebestián
- 1549–1558 Jan II. (opat)
- 1558–1569 Cyril (opat)
- 1569–1589 Kašpar Schönauer
- 1589–1597 Ambrož Telčský
- 1597–1610 Šimon Farkaš
- 1610–1645 Benedikt Waltenberger
- 1645–1646 Jakub Göding
- 1646–1650 Vavřinec Plocar
- 1650–1682 Godefried Olenius
- 1682–1695 Maximilián Pfendler
- 1695–1712 Engelbert Hájek (1658, Líšeň – 5. listopadu 1712, Zábrdovice)
- 1712–1738 Hugo Bartlicius
- 1731–1777 Kryštof Jiří Matuška
- 1777–1784 Michal Daniel Marave